# Факт
Факт (від лат. factum — зроблене) — подія, що відбулася в дійсності, певним чином зафіксована й істинність якої може бути перевірена чи не викликає сумніву в межах дискурсу. Факт існує незалежно від людини, проте саме визнання його як дійсного та вираження істотно залежать від суб'єктивних нашарувань.

## У філософії
Факт може розумітися як явище або подія, що об'єктивно відбулися насправді, і це може бути підтверджено засобами чуттєвого сприйняття та показаннями приладів. Факт являє собою одиничний випадок, в якому представлено вияв певного закону світу; а закон зі свого боку узагальнює факти. Факт об'єктивний і відносно незалежний від способів його виявлення, а тому в процесах пізнання і мислення відіграє роль свідчень про істинний стан речей. Факт слугує вихідним пунктом проникнення в сутність природного і соціального світу. Найпростіший факт (елементарний факт) відображає якість одного об'єкта або відношення між двома чи більше об'єктами, що не може поділятися на менші одиниці інформації.
Також факт може тлумачитися як знання, вірогідність якого не викликає сумніву, забезпечується прямим зіставленням з реальною ситуацією насправді за допомогою відчуттів, сприймання, уявлення. Факт тут — це знання безпосереднє, наочно-образне і підкріплене досвідом. На базі системи фактів, які підтверджують або спростовують певну думку, вибудовується теорія. Теорія систематизує факти, описує і пояснює їх, чим передбачає нові, ще невідомі факти.
Факт може мати й значення судження або висловлення, що мають статус істинних, а тому в процесах пізнання та мислення виступають підставами для визначення істинності інших суджень або висловлювань, входячи до складу процедур доведення та логічного доказу. При логічній дедукції судження чи висловлювання в формі фактів слугують засновками, з яких випливають логічні наслідки або висновки. Застосовуючись при індукції, факти виступають аргументами, що більшою чи меншою мірою підтверджують або спростовують тезу — положення або систему положень, істинність яких встановлюється.

## У науці
Науковим фактом називається неодноразово підтверджений результат спостереження, що для всіх практичних цілей приймається як «істинний». Науковий факт може бути відкинений або замінений в міру розвитку науки. Гіпотеза, що узгоджується зі спостережуваними фактами, стає теорією або законом. З накопиченням нових фактів одна гіпотеза може бути замінена іншою лише у тому випадку, коли нові факти не можна пояснити попередньою гіпотезою або старі факти суперечать їй. Первинний опис, узагальнення, систематизація зібраних фактів — це характерні ознаки емпіричного пізнання. Факти мають науково-пізнавальну цінність тільки в тих випадках, коли вони систематизовані, між ними розкриті невипадкові залежності та визначені причини наслідків.

## У журналістиці
Факт в журналістиці — це правдиве віддзеркалення соціально значущого фрагмента навколишньої дійсності. Журналістський факт часто засновується на факті науковому. Передусім використовуються матеріали соціологічних досліджень, експертні висновки, статистичні виклади, результати експериментів тощо. Такі факти застосовуються як ілюстративний матеріал або як основні чи додаткові аргументи з метою надати авторським міркуванням переконливості. Водночас у журналістських матеріалах використовуються і так звані буденні факти — результати безпосереднього сприйняття побутової дійсності: досвід людей, їхні емоції, реакції на події. Буденні факти не можуть самостійно розкривати суть конкретного явища, а лише через коментар журналіста; до них звертаються, коли виникає потреба відтворити звичне для читачів тло якоїсь події, виявити мотиви поведінки людей, виділити певні аспекти події. В повідомленні нових фактів полягає суть більшості інформаційних жанрів, таких як замітка, репортаж, інтерв'ю. За формою викладу факти в журналістиці поділяються на оповідання (хронологічний виклад), описи (просторовий виклад) й міркування (встановлення логічних зв'язків).

## В інших галузях
Юридичний факт — конкретні обставини, з настанням яких норми права передбачають юридичні наслідки у вигляді виникнення, зміни чи припинення правоздатності, дієздатності або конкретних суб'єктивних прав чи обов'язків суб'єктів.
Господарський факт — в обліку та аудиті — випадок або дія, які є підставою для складання будь-якого висновку або слугує перевіркою будь-якого припущення.